# Арташес II
Арташе́с II (вірм. Արտաշես Բ) — цар Великої Вірменії. Син Артавазда II. Представник династії Арташесідів.

## Правління
Після смерті свого батька Арташес II вирішив помститись і наказав стратити всіх римських солдат, які у той час перебували у Вірменії. Цим кроком Вірменія фактично оголосила про свою незалежність від Риму.
За часів правління Арташеса Вірменія не брала участі у жодних війнах. Влада Арташеса зростала і в Атрпатакан-Марастані, царя якого він узяв у полон. На драмі Арташеса викарбувано титул «цар царів».
Звичайно, римляни довго не могли довго миритись із таким становищем. Вони не могли одразу увійти до Вірменії, проте оточили її своїми союзниками. Після певної підготовки імператор Август спробував звести на вірменський трон проримського правителя. За його наказом полководець Нерон зі значною армією пішов на Вірменію. Його супроводжував брат Арташеса Тигран, вихований в Римі, який і мав здійнятись на трон. Римлянам удалось організувати змову проти Арташеса та його убивство. Таким чином Вірменія втратила сильного правителя, який захищав свободу своєї країни.